# Guang’an
Guang’an (chiń. upr. 广安; chiń. trad. 廣安; pinyin Guǎng’ān) – miasto o statusie prefektury miejskiej w Chinach, w prowincji Syczuan. 
Prefektura miejska w 1999 roku liczyła 4 304 219 mieszkańców. 

## Podział administracyjny
Prefektura miejska Guang’an podzielona jest na:
- 2 dzielnice: Guang’an, Qianfeng,
- miasto: Huaying,
- 3 powiaty: Yuechi, Wusheng, Linshui.